# Phoebe Atwood Taylor
Phoebe Atwood Taylor (* 18. Mai 1909 in Boston, Massachusetts; † 9. Januar 1976 ebenda) war eine US-amerikanische Kriminalschriftstellerin. Sie schrieb auch unter den Pseudonymen Freeman Dana und Alice Tilton.

## Leben
Phoebe Atwood Taylor wurde in Boston geboren. Ihre Eltern waren Nachkommen der Mayflower-Pilger und lebten auf Cape Cod, einer Halbinsel im Südosten von Massachusetts. Phoebe Atwood Taylor studierte am Barnard College (Lucille Pulitzer Scholar) in New York. 1930 beendete sie ihr Studium mit dem Bachelor of Arts (B. A.). Anschließend ging sie nach Boston zurück, um sich ganz der Schriftstellerei zu widmen. 1931 heiratete sie einen Chirurgen aus Boston, der auch den Familiennamen Taylor trug. Sie lebte mit ihrem Ehemann in den Boston-Vororten Newton Highlands und Weston. In der Ortschaft Wellfleet auf Cape Cod hatten sie auch ein Sommerhaus.
Taylor veröffentlichte 1931 ihren ersten Roman der Asey-Mayo-Reihe The Cape Cod Mystery. Dieses Buch wurde 5000 Mal verkauft. Sie schrieb in den folgenden 20 Jahren dreißig Romane. Nach ihren Angaben schrieb sie ihre Romane nach Erledigung der Hausarbeit zwischen Mitternacht und drei Uhr morgens. Sie begann erst drei Wochen vor der Veröffentlichung eines Romans mit dem Schreiben. Taylor schrieb unter ihren Namen die Asey-Mayo-Reihe und unter dem Pseudonym Alice Tilton die Leonidas-Witherall-Reihe.
Wie viele, die während der Weltwirtschaftskrise lebten, war auch sie genötigt Geld zu verdienen. In einem ihrer Briefe an ihren Verleger erklärte sie, warum sie unter dem Pseudonym Alice Tilton und Freeman Dana auch andere Bücher schrieb. Taylor verwendete die Pseudonyme, weil sie nicht ihren Verlag in den Ruf bringen wollte, dass sie als rein kommerzielle Schriftstellerin arbeite. Diese Erklärung wurde in einer neuen Ausgabe eines ihrer Bücher gedruckt.
1944 entstand eine 7-teilige Hörspielserie mit der Romanfigur Leonidas Witherall für Mutual-Radio.
1951 veröffentlichte Phoebe Atwood Taylor ihren letzten Roman. Ihre Romane blieben aber so populär, dass ihr Verleger, W. W. Norton, sie alle in der gebundenen Ausgabe in den Jahren 1960–1970 neu herausgab.
Phoebe Atwood Taylor starb am 9. Januar 1976 an einem Herzinfarkt in Boston, Massachusetts.

## Asey-Mayo-Reihe
Die Asey-Mayo-Reihe umfasst 24 Kriminalromane des Protagonisten Asey Mayo. Asey (Koseform seines richtigen Vornamens Asa) hat seinen Wohnsitz auf der Halbinsel Cape Cod. Cape Cod, zu deutsch „Kap Kabeljau“, ist der Ausgangspunkt für zahlreiche Abenteuer des „Kabeljau-Sherlocks“ Asey. Der frühere Seemann und Autorennfahrer löst seine lokalen Mordfälle auf der mit kauzigen Neuengländern bevölkerten Halbinsel mit ebenso viel bissigem Scharfsinn wie Phantasie und Humor. Dabei wird er durch seine Cousine Jennie Mayo, eine lokale Klatschtante, und ihren Mann Syl oft unterstützt. Durch Jennies karitatives und bürgerschaftliches Engagement auf Cape Cod, ist sie immer über alle Neuigkeiten informiert. Dies ist häufig der Ausgangspunkt für Asey Moyos Kriminalfälle.

## Leonidas-Witherall-Reihe
Taylor schrieb die Leonidas-Witherall-Reihe unter dem Pseudonym Alice Tilton. Die Romanfigur Leonidas Witherall (der wie Shakespeare aussieht) ist ein pensionierter Akademiker und heimlicher Verfasser von Krimi-Groschenromanen. Als Amateurdetektiv löst er in seiner skurrilen Art verzwickte Kriminalfälle. Die Romane dieser Reihe sind: Beginning with a Bash (1937), The Cut Direct (1938), Cold Steal (1939), The Left Leg (1940), The Hollow Chest (1941), File for Record (1943), Dead Ernest (1944) und The Iron Clew (1947).
Unter dem Pseudonym Freeman Dana veröffentlichte sie 1938 den Roman Murder at the New York World's Fair.
Taylors Romane zeugen von großem Wissen und der Vorliebe für die Halbinsel Cape Cod. Sie war nicht daran interessiert, die Touristen, die die Halbinsel besuchten, darzustellen. Taylor schrieb von der Jahreszeit, in der die Touristen das Cape verlassen haben. Wenn ihre Cape-Cod-Bewohner unter sich waren und nicht jeden Touristen und andere Außenseiter misstrauisch betrachteten. Sie erwähnt nicht die Weltwirtschaftskrise in ihren Romanen, aber sie zeigt die Auswirkungen dieser Krise in einigen ihrer Romanfiguren auf.

## Werke
Kriminalromane der Asey-Mayo-Reihe:
- The Cape Cod Mystery (1931), Kraft seines Wortes (1986, DuMont)
- Death Lights a Candle (1932)
- The Mystery of the Cape Cod Players (1933), Wer gern in Freuden lebt (1991, DuMont)
- The Mystery of the Cape Cod Tavern (1934), Ein Jegliches hat seine Zeit (1988, DuMont)
- Sandbar Sinister (1934)
- Deathblow Hill (1935)
- The Tinkling Symbol (1935)
- The Crimson Patch (1936)
- Out of Order (1936)
- Figure Away (1937)
- Octagon House (1937)
- The Annulet of Gilt (1938)
- Banbury Bog (1938)
- Spring Harrowing (1939)
- The Criminal COD (1940)
- The Deadly Sunshade (1940)
- The Perennial Boarder (1941)
- The Six Iron Spiders (1942)
- Three Plots for Asey Mayo {Novelets} (1942)
- Going, Going, Gone (1943)
- Proof of the Pudding (1943)
- The Asey Mayo Trio {Novelets} (1946)
- Punch with Care (1946)
- Diplomatic Corpse (1951)

Kriminalromane der Leonidas-Witherall-Reihe:
- Beginning with a Bash (1937), Schlag nach bei Shakespeare (1998, DuMont)
- A Cut Direct (1938), Wie ein Stich durchs Herz (1990, DuMont)
- Cold Steal (1939), Kalt erwischt (1999, DuMont)
- The Left Leg (1940), Mit dem linken Bein (1995, DuMont)
- The Hollow Chest (1941), Die leere Kiste (1996, DuMont)
- File for Record (1943), Zu den Akten (2001, DuMont)
- Dead Ernest (1944), Todernst (2002, DuMont)
- The Iron Clew (1947), Es liegt auf der Hand (2003, DuMont)